# Momo
MOMO Srl (akronim za Moretti-Monza) je italijansko podjetje, ki izdeluje komponentne za avtomobile, volane, čelade, sedeže, dirkalne obleke, in drugo opremo. Podjetje je ustanovil Gianpiero Moretti leta 1964., sedež je v Milanu.